# Amaurocichla
 (août 2025).
Genre
Amaurocichla  est un ancien genre monotypique de passereaux de la famille des Motacillidae, endémique du sud de l'île de São Tomé. En 2018 l'unique espèce de ce genre a été transférée dans le genre Motacilla.

## Liste des espèces
Selon la classification de référence du Congrès ornithologique international (version 8.1, 2018) :
- Amaurocichla bocagii Sharpe, 1892 — Long-bec de Bocage

## Systématique
Le nom valide complet (avec auteur) de ce taxon est Amaurocichla Sharpe, 1892.

### Publication originale
- (en) R. Bowdler Sharpe, « Descriptions of some new Species of Timeliine Birds from West Africa », Proceedings of the Zoological Society of London, Londres, ZSL, vol. 60, no 2,‎ 1892, p. 227–270 (ISSN 0370-2774, OCLC 1779524, BNF 32843178, DOI 10.1111/J.1469-7998.1892.TB06829.X, lire en ligne).